# 현송자

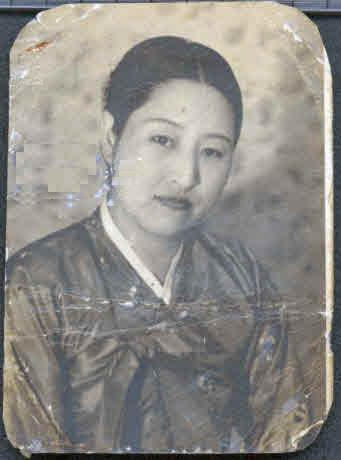
현송자 (1930년경)

현송자(玄松子, 1899년 5월 16일 ~ 1978년)는 일제강점기 사람으로 대한제국의 육군 참장을 지낸 현영운의 둘째 딸이며 어머니는 배정자이다. 대한제국의 학무국장을 지낸 윤치오와 결혼했다가 같은 교회에 다니던 연희전문학교 상과 학생 이철과 불륜 관계를 갖다가 드러나 이혼, 그 뒤 술집 트로이카를 운영하다가 이철과 재혼한다.
일본 유학 때의 인맥을 활용하여 불륜으로 교회와 학교에서 쫓겨나 위기에 빠진 이철을 적극 도와, 오케레코드를 개설하도록 적극 도와주었다. 배구자와는 외사촌간이었다.

## 생애

### 출생과 가정 배경

친정어머니 배정자

아버지 현영운은 1883년에 일본 게이오의숙에 입학하여 일찍 개화 문명을 접했다. 귀국하여 1885년에 신문을 발행하는 근대 기관인 박문국 주사에 임명된 이래, 일본과 가까운 개화파 관료로 활동하였다.
이후 능통한 일본어 실력을 기반으로 외아문 주사와 법부 법률기초위원, 궁내부 참여관, 시종원 시종, 궁내부 번역관과 지방의 군수 대한제국 육군 참장을 지냈으며 현영운은 이토 히로부미의 수양딸로 알려진 여성 밀정 배정자의 두 번째 남편이었다. 대한제국 고종의 총애를 받은 순헌황귀비 엄씨의 후원을 받았으며, 이토의 권력을 업은 부인 배정자도 영향력을 행사하여 초고속 승진을 했다. 1908년의 한 언론 보도에서는 현영운을 가리켜 배정자의 위세로 "혁혁하던 세력가"라고 표현했다. 아버지 현영운과 어머니 배정자는 1895년에 결혼했으나 곧 이혼하였다.

### 학창 시절

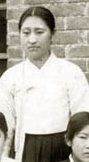
현송자 (1929년)

경성에서 심상소학교를 졸업하고 제일고등여학교를 진학했다. 20세에 제일고등여학교를 졸업하고 유학, 일본으로 건너가 동경에서 메지로녀자대학(目自女大)을 마치고 귀국하였다. 그녀는 당시 여성 중 인텔리로, 당시 기사에 의하면 "이와 가티 그의 학창시대는 비교적 순조로 그리고 녀자로서 배울만한 공부를 최고학부까지 마쳤다." 한다.
현송자는 대한제국 당시 학부 학무국장을 지낸 윤치오의 후처로 출가했으나, 이철과의 불륜으로 이혼당한 뒤 교회에서 쫓겨났다. 학교를 졸업하고 가정으로로 돌아오게 되자 그의 가슴에 간직해둔 리상과 포부를 깨트려버리는 것이 있었으니 바로 결혼문제였다. 그는 경제적으로 곤경에 처한 아버지 현영운을 위해 30년 연상의 윤치오의 후처가 된다. 당시 기사에 의하면 "부모님의 명령으로 김중배 집으로 시집간다는 심순애의 처지와 가티 송자(松子)는 아버지의 곤경을 구하기 위하야 그보다도 강박에 못 익여 나히가 20년이나 틀니는 윤치오씨에게 시집을 간 것이다." 윤치오에게서 아들 영선, 대선, 딸 효선을 얻었으나 연희전문학교에 재학 중이던 음악가 지망생 이철과의 불륜으로 이혼하게 된다.

### 결혼과 이혼
이철은 연희전문학교 입학 직전에 같은 교회 신도로 현송자를 처음 만났다. 현송자는 대한제국 고위 관료의 딸이자, 마지막 황제 순종의 황후를 배출한 사회적 영향력이 상당했던 윤씨 일족의 부인이었고, 빼어난 미모와 일본 유학 경험을 바탕으로 한 당시 사교계 유명 인사이기도 했다.
4년 연상에 남편까지 있는 현송자와 이철이 서로 교우가 아닌 이성으로 느끼게 된 과정은 세세히 알 수 없지만, 두 사람의 은밀한 사랑은 1930년 들어 결국 세간에 알려지고 말았다. 이철과 현송자는 모두 교회와 학교에서 쫓겨나는 일생일대의 위기를 맞았다.
그러나 현송자는 트로이카 라는 술집을 운영하다가 이철과 재혼한다. 이후 새 남편이 된 이철의 음악 사업을 적극 도왔다.
이철은 현송자의 힘으로 기회를 만들었다. 현송자는 이철이 그동안 쌓아온 음악 관련 경력을 고려해, 일본 유학 시절의 인맥을 총동원하여 그가 음반회사 지점을 운영할 수 있도록 주선했고, 그 결과 이철의 오케레코드가 1933년 세상에 등장하게 된 것이다.

## 가족 관계
- 아버지 : 현영운(玄暎運, 1868년 음력 6월 11일 ~ ?)
- 어머니 : 배정자(裵貞子, 일본식 이름: 田山貞子, 1870년 2월 23일[5][6] ~ 1952년 2월 27일)
  - 언니 : 1명
- 계모 : 이씨(李氏)
- 남편 : 윤치오(尹致旿, 1869년 8월 5일 ~ 1949년 12월 2일)
  - 아들: 윤영선(尹暎善, 1922년 11월 11일 - ,)
  - 아들: 윤대선(1929년 2월 23일 - 1939년 11월 30일)
  - 딸: 윤효선(尹曉善, 1925년 4월 7일 - )
- 남편 : 이철(李哲, 1903년 6월 9일 ~ 1944년)
  - 아들 : 이영호
  - 딸 : 1명

## 같이 보기
- 배정자
- 현영운
- 이철
- 윤치오
- 김성흠
- 김정구
- 윤치오
- 윤치호
- 이완용
- 배구자
- 개화파

## 참고자료
- 이동순 (2003년 7월). “[발굴비화] 日帝시대「조국의 노래」를 지켜 냈던 이철의 삶과 예술 그리고 조국”. 《월간조선》. [깨진 링크(과거 내용 찾기)]
- 이준희 〈조선 가요계를 풍미한 마이더스의 손, 이철〉, 《보보담》
- 야화(夜話), 한숨지는 공작(孔雀)들[깨진 링크(과거 내용 찾기)]